# Guerra dels Romàntics
Guerra dels Romàntics és un terme emprat pels historiadors musicals per descriure el cisma estètic sorgit entre músics destacats durant la segona meitat del segle xix. Les principals àrees de discordança entre ambdós grups van ser l'estructura musical, els límits de l'harmonia cromàtica i la música programàtica enfront de la música absoluta. Les parts oposades es van definir en la dècada de 1850. El cercle conservador, ubicat a Berlín i Leipzig, s'aglutinava al voltant de Johannes Brahms i Clara Schumann i al Conservatori de Leipzig, que havia estat fundat per Felix Mendelssohn. Els seus oponents, els progressistes radicals de Weimar, estaven representats per Franz Liszt i els membres de la posteriorment anomenada Nova Escola Alemanya (Neudeutsche Schule) i per Richard Wagner. La controvèrsia va tenir el seu origen en Alemanya i Europa central; els músics francesos, italians i russos van estar involucrats únicament de forma marginal. Els compositors de les dues parts van recuperar a Ludwig van Beethoven com el seu heroi artístic i espiritual; els conservadors veient-lo amb un cim insuperable i els progressistes com el començament d'una nova música.

## Els conservadors de Leipzig

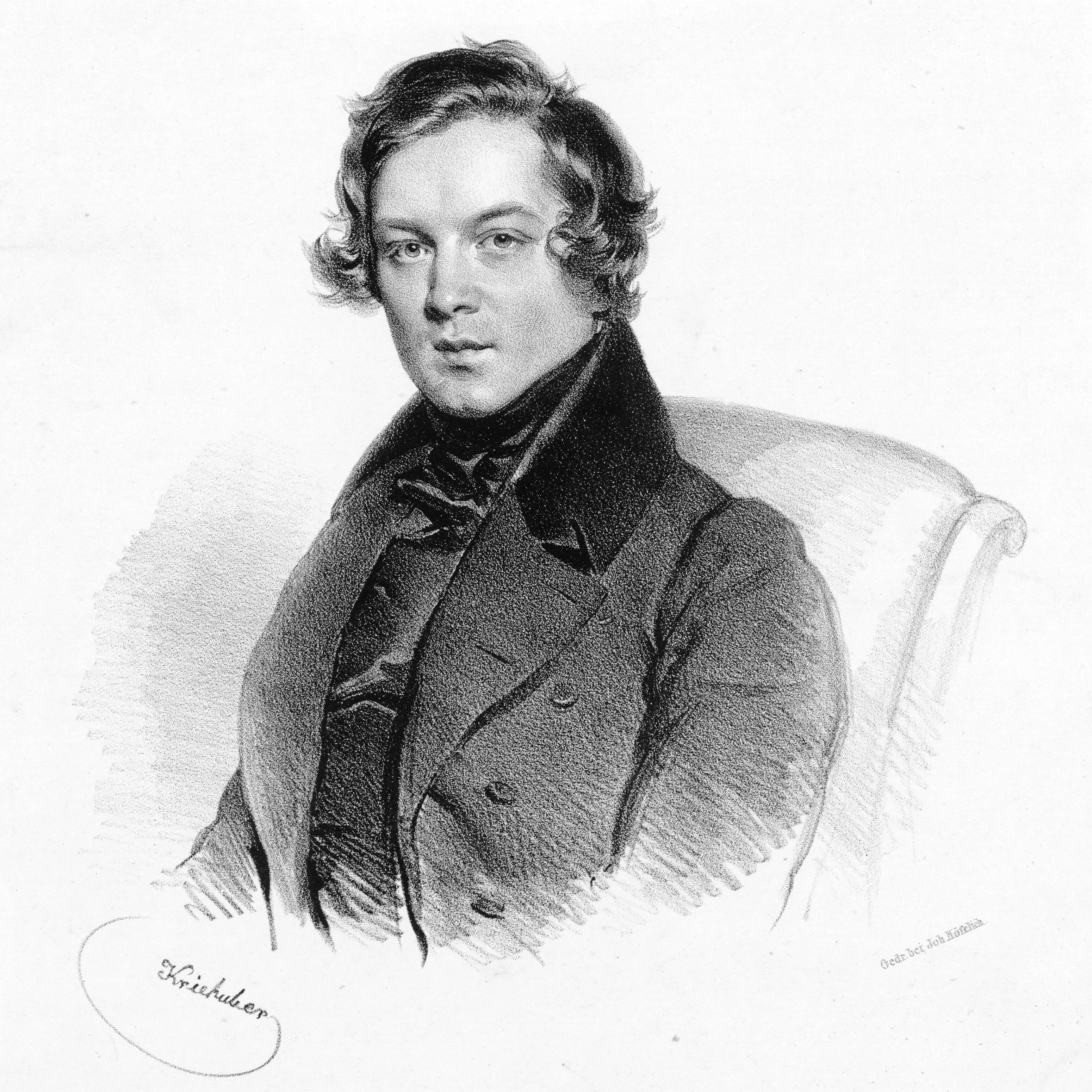
El grup conservador de Leipzig volia mantenir el llegat artístic de Robert Schumann després de la seva mort en 1856.

Clara Schumann, Joseph Joachim i Johannes Brahms van ser els primers membres clau de la conservadora escola de Leipzig. Aquest nucli de partidaris va sostenir el llegat artístic de Robert Schumann després de la seva mort el 1856. Joachim era professor al Conservatori de Leipzig, fundat per Felix Mendelssohn, en què Robert Schumann també va ser professor.
Robert Schumann era tant un admirador entusiasta com un crític ocasional de Franz Liszt i Richard Wagner i era un crític i editor progressista a la influent revista musical Neue Zeitschrift für Musik, que havia fundat el 1834. Schumann va mantenir una amistat excepcionalment entusiasta i artísticament fructífera amb els avantguardistes radicals romàntics emergents -amb Liszt en particular- així com amb els conservadors musicals com Mendelssohn i Niels Gade. No obstant això, després que Schumann vengués Neue Zeitschrift für Musik a Franz Brendel es va convertir en un entusiasta de Liszt i el seu cercle.
Clara Schumann havia estat l'esteta més conservadora del matrimoni Schumann i percebia el canvi com una ofensa cap al llegat del seu marit. El jove Brahms, que havia mantingut una estreta relació amb el matrimoni Schumann durant el declivi en la salut de Robert, també va assumir la causa. El crític conservador Eduard Hanslick va influir molt en el seu favor. Músics com Heinrich von Herzogenberg, Friedrich Gernsheim, Robert Fuchs i Karl Goldmark, entre d'altres, van estar associats a ells en un moment o un altre.

## Liszt i els seus seguidors

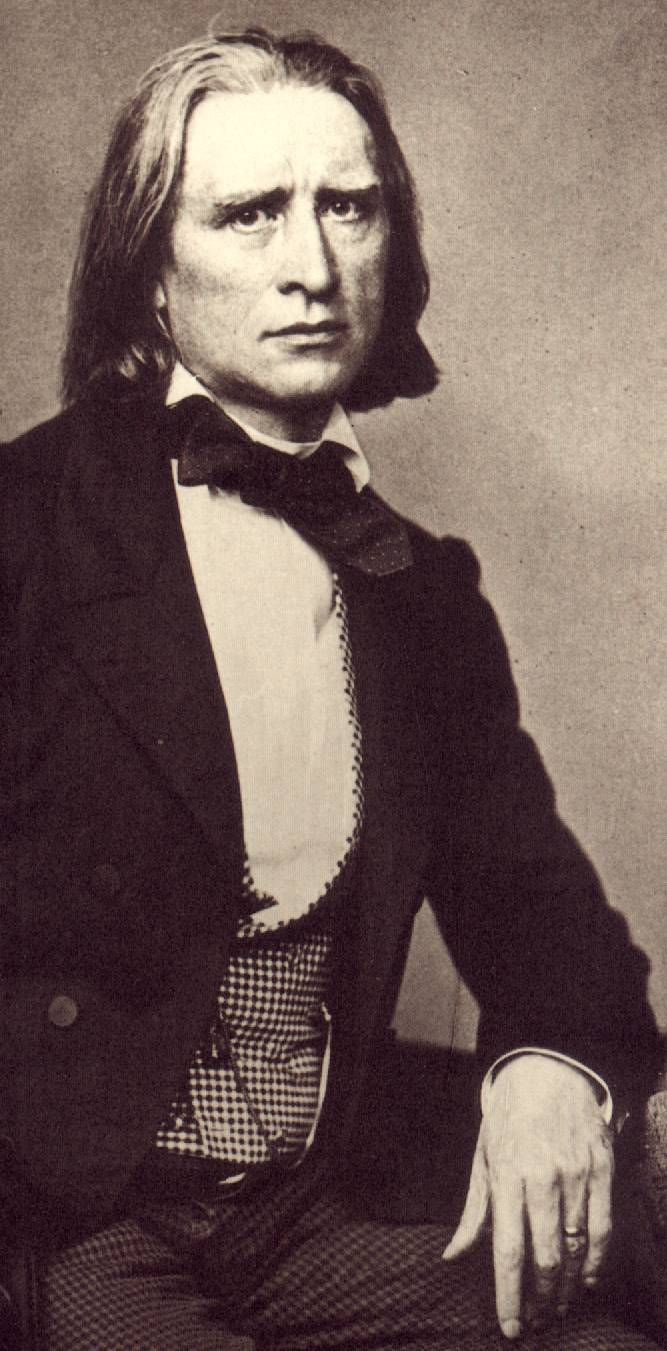
El grup dels progressistes es va concentrar al voltant de Franz Liszt

La figura clau en la part de Weimar (Nova Alemanya) era Franz Liszt. Les dues parts invocaven freqüentment a Richard Wagner com a heroi o enemic però aquest va preferir personalment mantenir-se al marge de la disputa. Altres figures notables posicionades al costat de Liszt van ser el crític Richard Pohl i els compositors Felix Draeseke, Julius Reubke, Karl Klindworth, Hans von Bülow, William Mason i Peter Cornelius. Hi va haver diversos intents, centrats al voltant de Liszt, de formar una societat formal i duradora. La Neu-Weimar-Verein va ser un d'aquests intents de formar un club. Va tenir una durada d'uns pocs anys i van publicar actes de les seves reunions. La Tonkünstler-Versammlung (Congrés d'artistes musicals), amb una primera trobada que va tenir lloc a Leipzig el juny de 1859, va ser l'intent més reeixit de formar una organització. Finalment va donar lloc a la fundació en 1861 de l'Allgemeine Deutsche Musikverein (ADMV), que va adoptar l'apassionament musical de Liszt.

## Principals discrepàncies
Una de les discrepàncies principals entre aquests dos grups de músics va ser entre la forma i les formes. Liszt i el seu cercle estaven a favor de nous estils en l'escriptura i les formes. L'escola de Leipzig/Berlín preferia les formes utilitzades pels mestres clàssics, formes codificades pels musicòlegs del segle xix. L'escola de Weimar va anar utilitzant cada vegada més diversos tipus de música programàtica (explícitament pictòrica i simplement suggerent). Liszt va desenvolupar el poema simfònic. El seu lema era «El vi nou requereix bótes noves».
Influït pels primers Poemes simfònics de Liszt i la posterior Simfonia Faust, Hanslick va publicar una declaració de principis: la música no havia i no podia representar res fora de si. Això excloïa les impressions realistes a la manera d'Hector Berlioz, així com les impressions i sentiments, el lema de la partitura de la Sisena Simfonia de Beethoven. Almenys Wagner creia que això era més a prop de la intenció de Liszt, que qualsevol representació gràfica més exacta.

## ElManifest

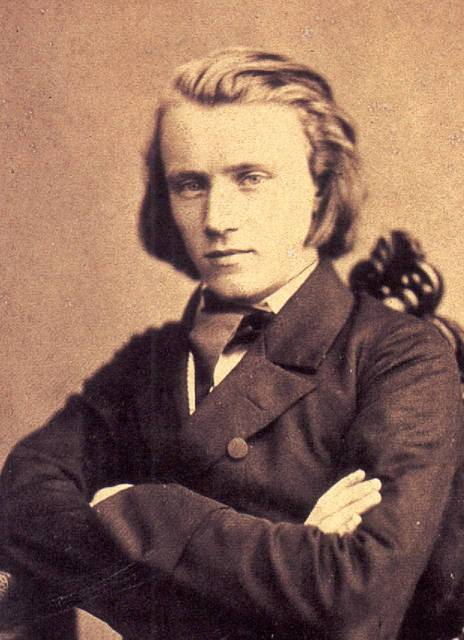
Johannes Brahms va ser gairebé amb certesa l'autor del Manifest.

Un dels esdeveniments més importants va ser la signatura d'un manifest contra la perceptible parcialitat de Neue Zeitschrift für Musik. Aquest esforç, l'autor va ser gairebé amb certesa Johannes Brahms, va rebre al principi quatre firmes entre les quals s'incloïen la de Brahms i Joachim, encara que altres van ser sondejats i finalment es van obtenir més signatures. Abans que els últims signants poguessin posar els seus noms en el document, però, la iniciativa va trobar el seu camí en les oficines del Berliner Musik-Zeitung Echo i des d'allà va ser rebutjada per la mateixa Neue Zeitschrift, que la va parodiar el 4 de maig de 1860. L'endemà passat va fer la seva aparició oficial també al Berliner Musik-Zeitung Echo amb més d'una vintena de signatures, incloent-hi a Woldemar Bargiel, Albert Dietrich, Carl Reinecke i Ferdinand Hiller.

El manifest deia: 
| « | Els sotasignats hem seguit amb molt pesar les activitats d'un determinat grup, l'òrgan del qual és la Zeitschrift für Musik de Brendel. La revista anterior difon contínuament l'opinió que els músics d'activitat més important estan fonamentalment d'acord amb les tendències que ella representa, que reconeixen en les composicions dels líders d'aquest grup obres de valor artístic i que en conjunt, i especialment en el nord d'Alemanya, els arguments a favor i en contra de l'anomenada música del futur són culminats i resolen la controvèrsia a favor seu. Protestar contra la mala interpretació d'aquests fets es considera un deure pels sotasignats i declaren que, almenys fins ara són els principals afectats, els principis enunciats per la revista de Brendel no són reconeguts i que consideren les produccions dels dirigents i alumnes de l'anomenada Nova Escola de Alemanya, que en part simplement reforcen aquests principis en la pràctica i, en part, un cop més fan complir noves i desconegudes teories, que són contràries a l'esperit més profund de la música, una cosa molt de lamentar i condemnar. | » |

 La signatura del manifest li va costar a Joachim alguns mals de cap, ja que havia estat membre del cercle de Liszt a Weimar, el qual havia abandonat per no voler donar suport als seus ideals artístics, tot i que encara sentia amistat cap al compositor austrohongarès.

## La guerra
La «guerra» es va dur a terme a través de les composicions, les paraules i fins i tot amb escenes com l'escenificada en un concert amb xiulets per mostrar el desgrat amb el programa musical o amb el director d'orquestra. Estaven en joc les reputacions i els partidaris van buscar posar en dificultats als seus adversaris amb desaires públics, l'escola de Weimar va celebrar una festa d'aniversari de la Neue Zeitschrift al lloc de naixement de Schumann, Zwickau, i van descuidar convidar conspícuament als membres de la part contrària (inclosa a Clara Schumann). Els músics d'un costat van veure la discussió com l'enterrament de la sonata eficaç i econòmica de Brahms i de les formes clàssiques en contra d'algunes de les obres de Liszt que van aparèixer en comparació gairebé sense forma. Els de visió oposada, a la banda lisztiana, veien la forma musical més adequada al contingut musical, criticant la reutilització de les obres amb velles formes, sense cap sentiment cap al seu creixement i raó.
Wagner es burlava del costat conservador en el seu assaig Sobre la direcció, quan els va definir com «una societat de temprança musical» en espera d'un Messies.
Les actituds del grup de Weimar van ser també sovint inconsistents. El 1859 el mateix Liszt estava cada vegada més interessat a escriure música sacra i en no creuar la línia conservadora de l'Església catòlica. Va mantenir una fascinació per la música de Giacomo Meyerbeer (havia realitzat transcripcions per a piano a partir de la música de les seves òperes), un compositor menyspreat tant per la Nova Escola Alemanya com per Wagner (l'assaig de 1850 Das Judenthum in der Musik, reproduït i ampliat el 1868, és una cruel diatriba contra Meyerbeer). D'altra banda, els conceptes de Liszt de la música programàtica (per exemple, en els seus poemes simfònics), s'oposa diametralment als ideals de Wagner de drama musical tal com s'expressa en l'assaig d'aquest últim Das Kunstwerk der Zukunft .
Tot i que l'hostilitat real entre les dues parts va remetre amb el pas dels anys, la «guerra» era una clara delimitació entre el que es considerava «música clàssica» i «música moderna», categories que encara persisteixen (encara que definides de diferent manera) en l'actualitat.